# Alex Azar
Alex Michael Azar Jr. (nasceu a 17 de junho de 1967) é um político americano, advogado e ex-executivo da farmacêutica que serviu como Secretário de Saúde e Serviços Humanos dos Estados Unidos. Azar foi nomeado para o cargo pelo presidente Donald J. Trump a 13 de novembro de 2017 e confirmado pelo Senado dos Estados Unidos a 24 de janeiro de 2018. Ele também foi presidente da Força-Tarefa para o Coronavírus da Casa Branca desde o início em janeiro de 2020 até fevereiro de 2020, quando foi substituído pelo vice-presidente Mike Pence.
Azar atuou como Conselheiro Geral do Departamento de Saúde e Serviços Humanos (HHS) dos Estados Unidos de 2001 a 2005. A 22 de julho de 2005, foi confirmado como Secretário Adjunto de Saúde e Serviços Humanos, no qual serviu nessa posição até à sua renúncia em janeiro de 2007.
De 2012 a 2017, Azar foi presidente da divisão norte-americana da Eli Lilly and Company, uma importante empresa farmacêutica, e membro do Conselho de Administração da Biotechnology Innovation Organization, uma grande associação comercial farmacêutica.

## Juventude
Azar nasceu a 17 de junho de 1967, em Johnstown, Pensilvânia, filho de Lynda (Zarisky) e Alex Michael Azar. O seu pai é um oftalmologista aposentado que praticou oftalmologia em Salisbury, Maryland, por mais de 30 anos, e lecionou no Hospital Johns Hopkins. O seu avô emigrou do Líbano no início do século 20. A família é originária de Amioun.
Azar recebeu um BA grau summa cum laude em economia de Dartmouth College em 1988. Ele pertencia à Kappa Kappa Kappa fraternidade. Ele ganhou uma JD da Yale Law School em 1991, onde atuou como membro do comitê executivo da Yale Law Journal.

## Secretário de Saúde e Serviços Humanos dos EUA
A 13 de novembro de 2017, o presidente Trump anunciou via Twitter que nomearia Azar para ser o próximo secretário de Saúde e Serviços Humanos.

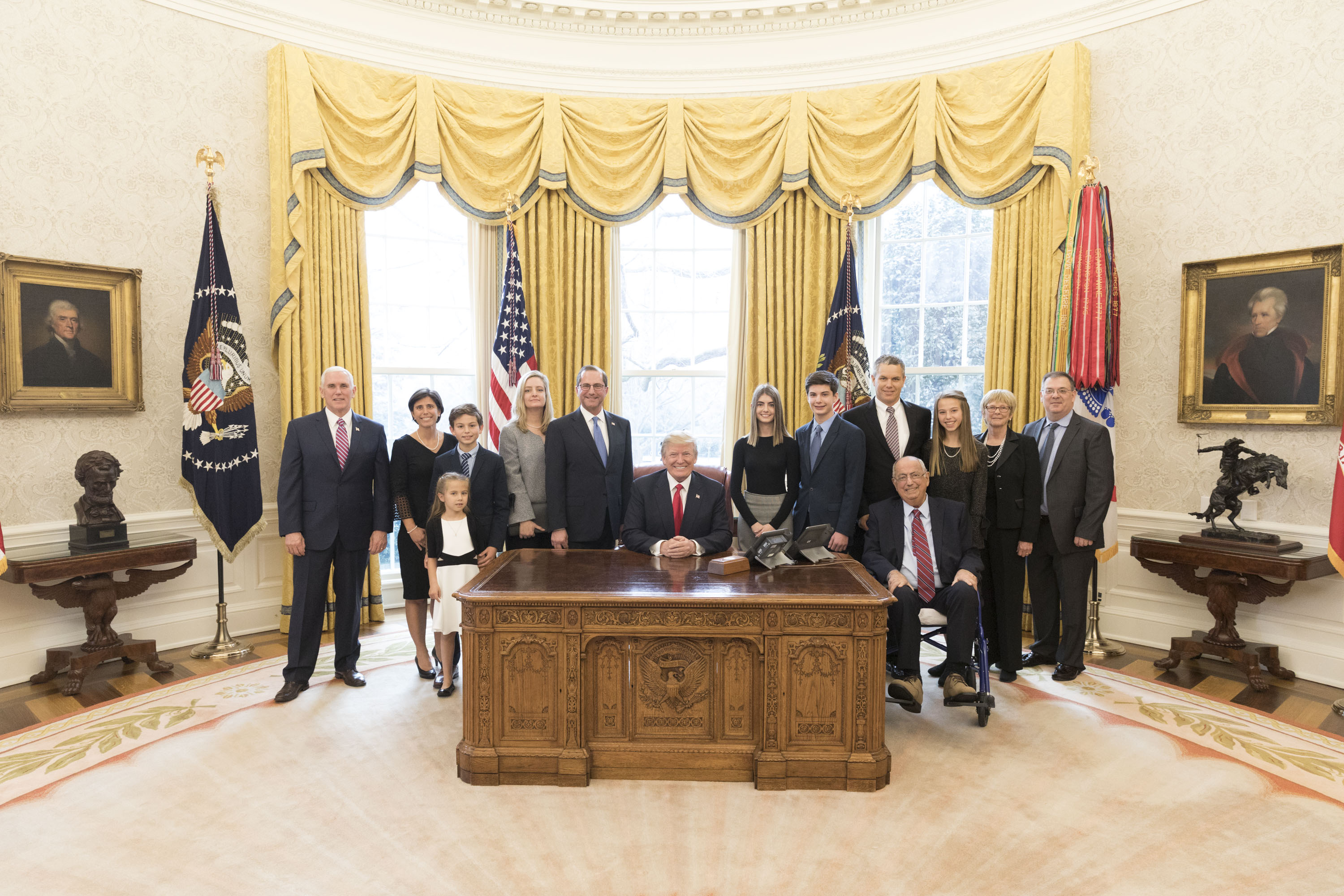
Azar e sua família (com o presidente Trump e o vice-presidente Pence) logo após tomar posse como secretário de Saúde e Serviços Humanos

Muitos defensores dos cuidados de saúde levantaram preocupações sobre a nomeação, citando o histórico de Azar em aumentar os preços dos medicamentos e sua oposição ao Obamacare. Os críticos notaram que Azar aprovou a triplicação do preço da insulina enquanto CEO da Eli Lilly. Falando a favor da sua nomeação estavam dois ex-líderes da maioria no Senado dos EUA, o democrata Tom Daschle e o republicano Bill Frist. Ambos os endossantes eram afiliados ao Bipartisan Policy Center, um centro de estudos de Washington DC que recebe apoio da Eli Lilly.
Apesar das objeções, a sua nomeação foi relativamente tranquila. Azar foi confirmado a 24 de janeiro de 2018, com uma votação de 55-43, com a maioria dos democratas contra. Votando contra ele, o senador do Óregon Ron Wyden, membro graduado do Comitê de Finanças do Senado, disse que enquanto Azar estava na Eli Lilly, ele "nunca, nem uma vez, aprovou uma redução no preço de um medicamento". O senador Bernie Sanders disse em um comunicado à imprensa: "A nomeação de Alex Azar, o ex-chefe das operações da Eli Lilly nos Estados Unidos, mostra que Trump nunca levou a sério sua promessa de impedir a indústria farmacêutica de 'escapar impune de assassinato'." "A última coisa de que precisamos é colocar um executivo farmacêutico como responsável pelo Departamento de Saúde e Serviços Humanos.". Durante esse mandato, a Eli Lilly foi multada por conluio para manter altos custos com medicamentos no México.
Além disso, Azar havia sido consultado por várias outras empresas biofarmacêuticas e de seguro saúde em relação à política governamental, acesso a produtos, vendas e marketing, preços, reembolso e distribuição. Ele foi confirmado pelo Senado a 24 de janeiro de 2018 e empossado pelo vice-presidente Pence a 29 de janeiro de 2018.
De março a dezembro de 2018, Azar fez parte da Comissão Federal da Segurança Escolar.